# Golden Gate
Il Golden Gate (dall'inglese: Portale dorato) è lo stretto che unisce la Baia di San Francisco con l'Oceano Pacifico. Dal 1937 è attraversato dal Golden Gate Bridge. Dal punto di vista tecnico, il termine gate (portale) è definito dai promontori della penisola di San Francisco e delle Marin Headlands, mentre lo stretto è definito dall'acqua che vi scorre attraverso.

## Storia

### Preistoria
Durante l'ultima glaciazione, quando il livello del mare era più basso di diverse decine di metri, le acque del fiume Sacramento, alimentato da ghiacciai, e del fiume San Joaquin erosero un profondo canale tra le rocce sul tragitto verso l'oceano. Un processo simile creò il canyon sottomarino Hudson al largo della costa di New York e del New Jersey. Lo stretto è oggi noto per la sua profondità e per le potenti correnti di marea provenienti dall'Oceano Pacifico. Molti piccoli mulinelli e vortici possono formarsi tra le sue acque.

### Presenza umana

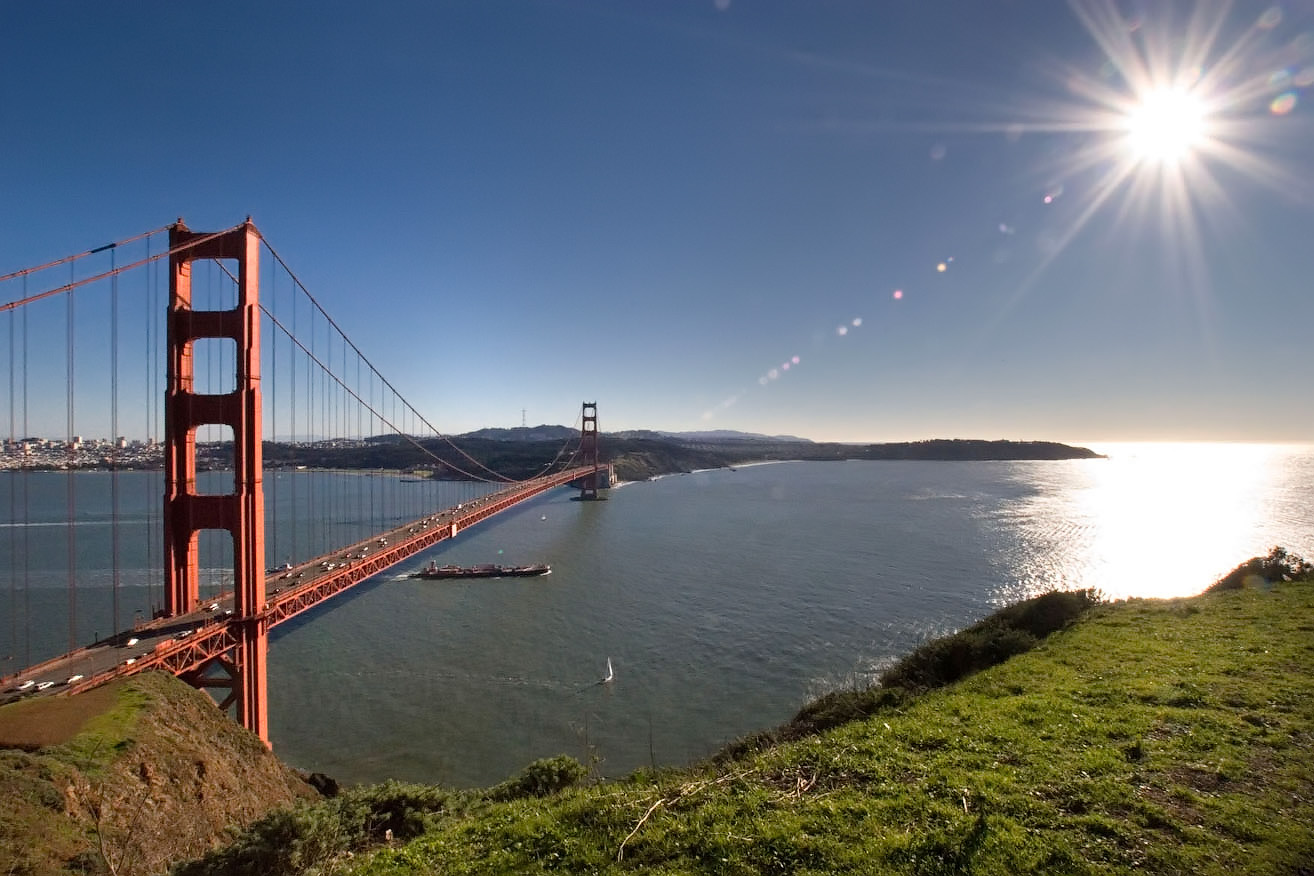
Il Golden Gate in California, visto dalle Marin Headlands in direzione sud-ovest osservando l'oceano

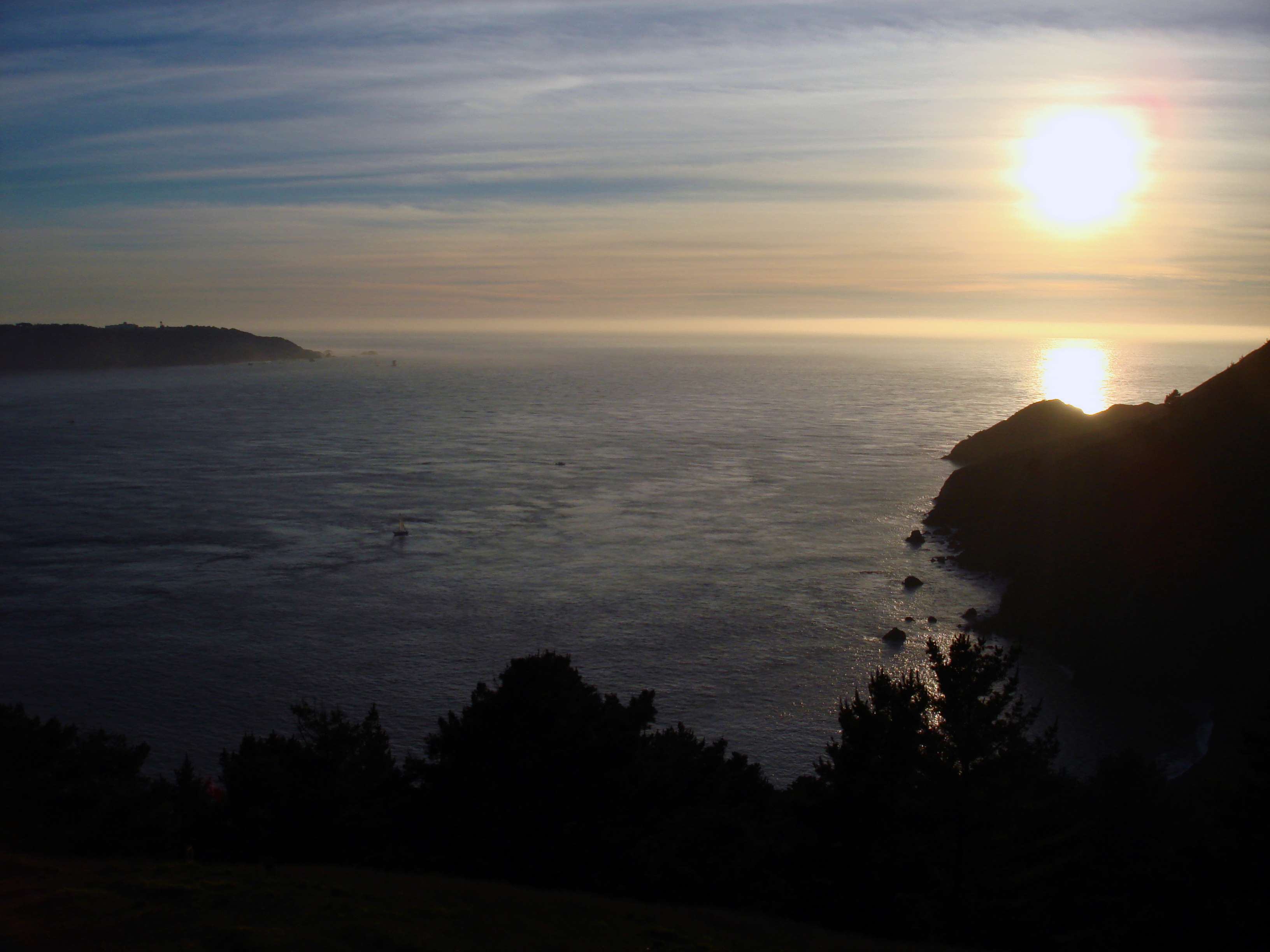
Il Golden Gate in direzione dell'Oceano Pacifico

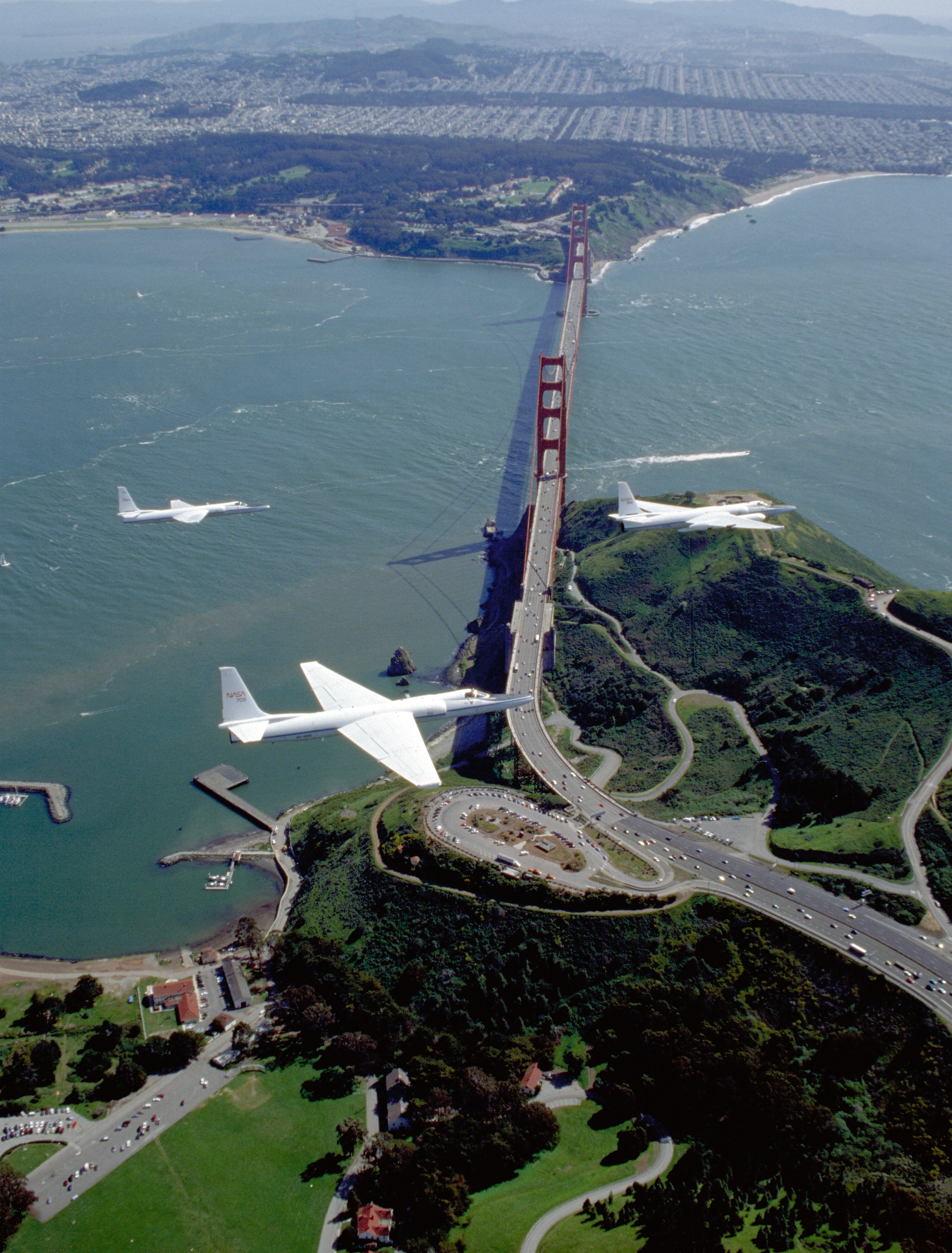
Il Golden Gate, guardando verso sud in direzione di San Francisco. La baia di San Francisco è sulla sinistra, mentre l'Oceano Pacifico sulla destra

Prima dell'arrivo degli europei nel diciottesimo secolo, l'area intorno allo stretto e la baia era abitata dagli Ohlone al sud e dal popolo Miwok al nord. I discendenti di entrambe le tribù si trovano ancora in quest'area.
Il Golden Gate è spesso avvolto dalla nebbia. Durante l'estate, il calore della California Central Valley causa l'ascensione dell'aria calda lì presente. Ciò può creare venti forti che attirano aria fresca e umida dall'oceano attraverso l'apertura tra le colline del Golden Gate, causando così solitamente l'ingresso di un flusso di nebbia densa nella baia. Lo stretto era sorprendentemente difficile da rintracciare per i primi esploratori europei, presumibilmente a causa di questa persistente nebbia estiva. Lo stretto non è menzionato nei viaggi di Juan Rodríguez Cabrillo né di Francis Drake, nonostante entrambi abbiano esplorato la costa durante il sedicesimo secolo in cerca del leggendario passaggio a nordovest. Lo stretto non è menzionato neanche nelle osservazioni dei galeoni spagnoli di ritorno delle Filippine che trovavano approdo nella vicina Drakes Bay. Questi galeoni passavano raramente ad est delle Isole Farallon (43 km ad ovest del Golden Gate), temendo la possibile presenza di rocce tra le isole e la terraferma.
La prima osservazione registrata dello stretto avvenne circa duecento anni dopo le prime esplorazioni europee della costa; nel 1769 il sergente José Francisco Ortega, a capo di una missione di esplorazione inviata a nord lungo la penisola dell'attuale San Francisco, riferisce l'impossibilità di proseguire oltre a causa dello stretto. Il 5 agosto 1775 Juan de Ayala e l'equipaggio della sua nave San Carlos divennero i primi europei ad attraversare lo stretto di cui si abbia conoscenza, avendo gettato l'ancora in un'insenatura dietro Angel Island che è attualmente dedicata ad Ayala stesso. Fino al 1840 circa lo stretto era chiamato Boca del Puerto de San Francisco (dallo spagnolo: ingresso del porto di San Francisco). Il 1º luglio 1846, prima della scoperta dell'oro in California, l'apertura ottenne un nuovo nome. Nelle sue memorie, John C. Frémont scrisse: «A questa porta detti il nome di Chrysopylae o Porta d'oro; per le stesse ragioni per cui il porto di Bisanzio fu chiamato Chrysoceras, o Corno d'oro».